# Jumbee
Un jumbee, jumbie o jumbi es el nombre dado a los espíritus o demonios del folclore del Caribe.

## Término
Es usado como un nombre genérico para describir a todas las entidades malévolas presentes en las creencias populares del Caribe. Según las diferentes tradiciones, se dice que existen numerosos tipos. Así, los diversos tipos reflejan la compleja historia del Caribe y su composición étnica, a partir de africanos, amerindios, indios orientales, ingleses, etc.